# Snovačovití

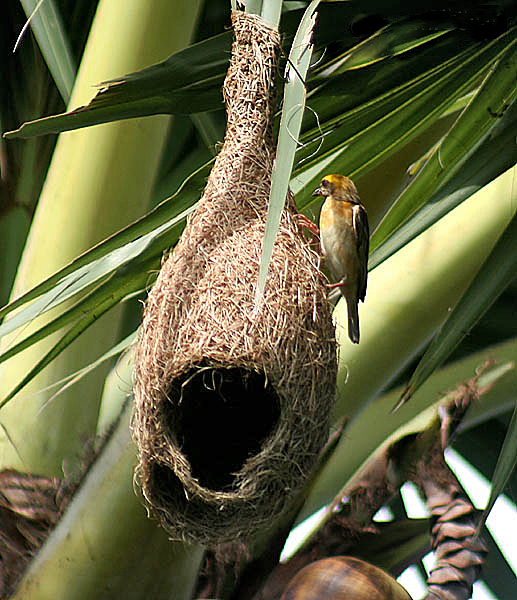
Snovaččí hnízdo v Indii

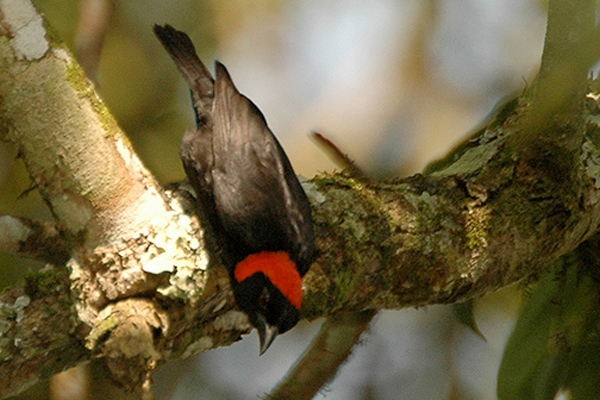
Snovatec červenočapkový (Malimbus rubricollis)

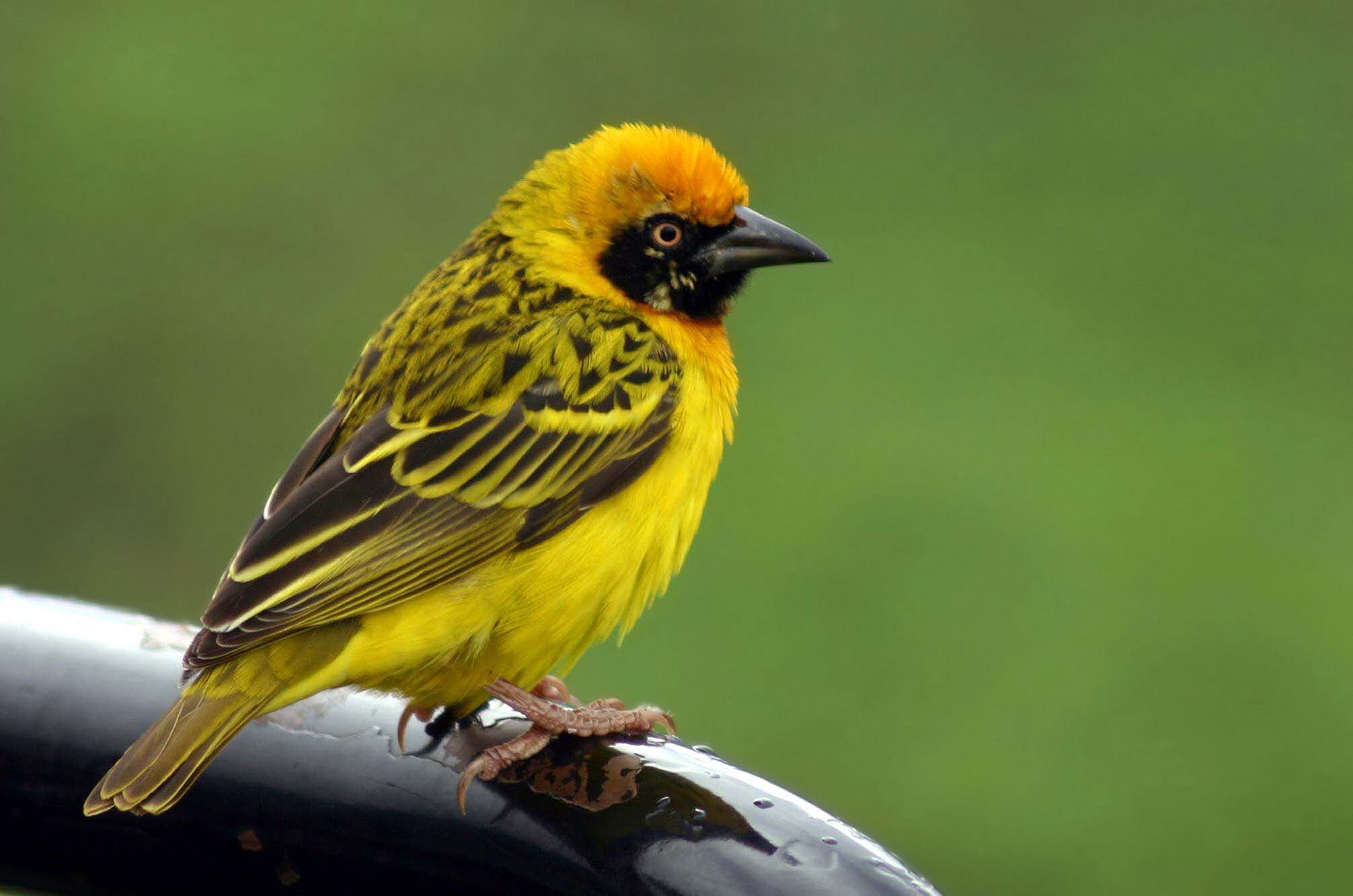
Snovač Spekeův (Ploceus spekei)

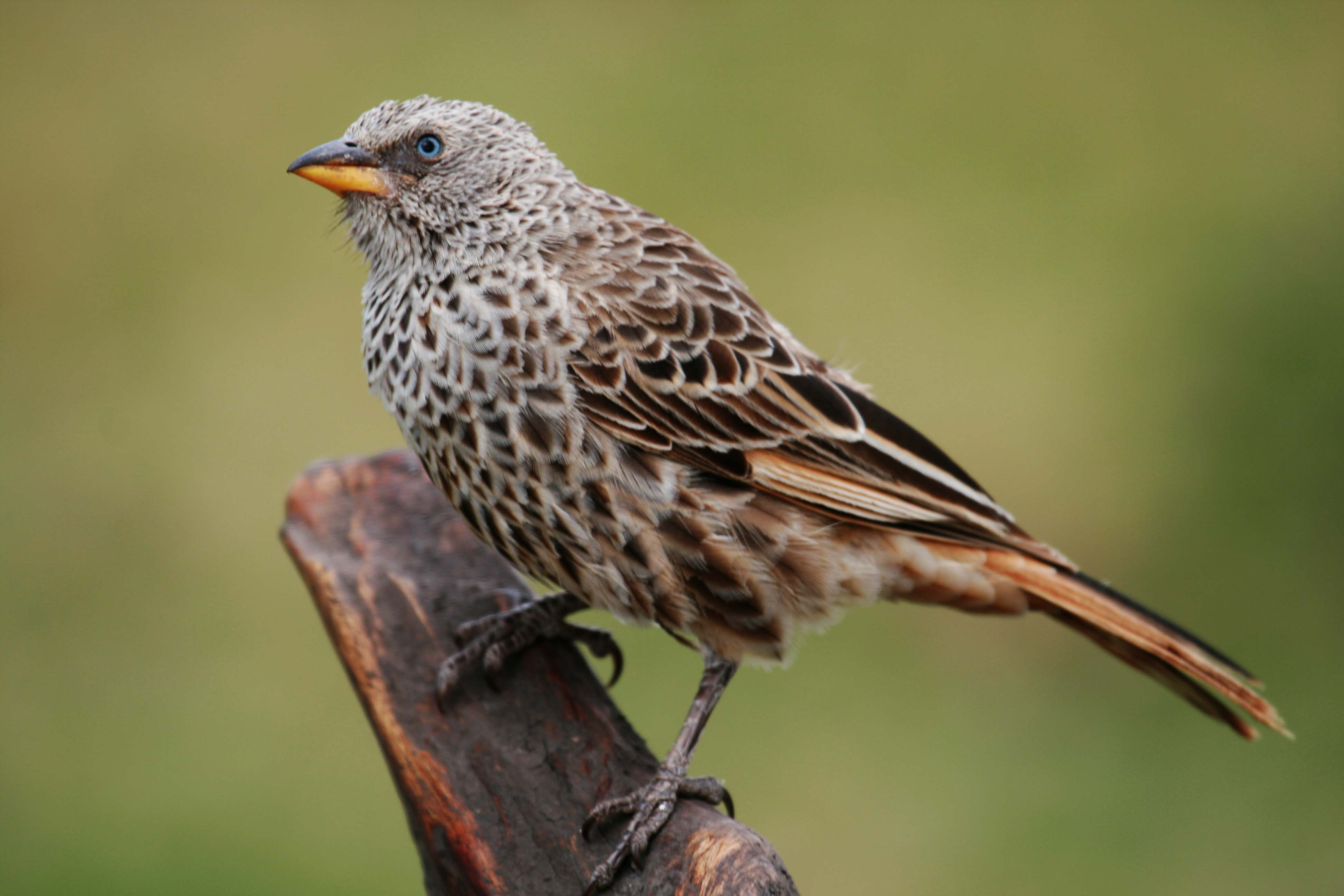
Přádelník rezavoocasý (Histurgops ruficauda)

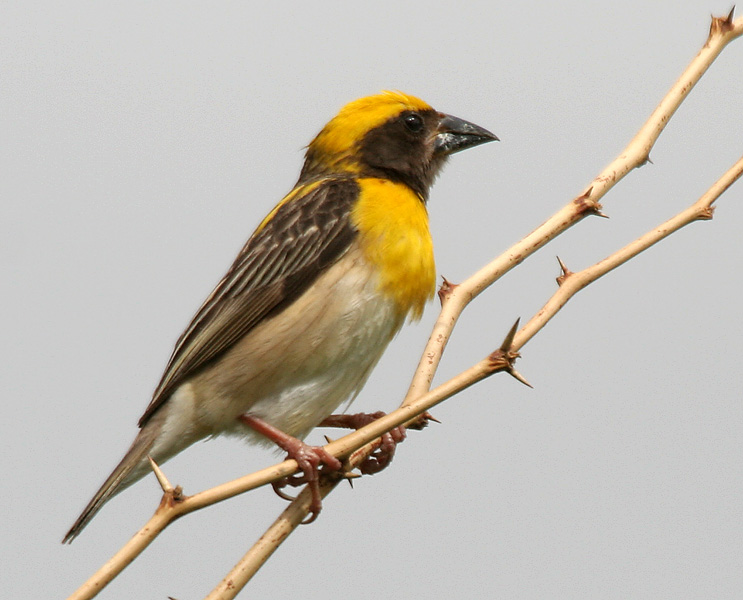
Snovač asijský (Ploceus philippinus)

Snovačovití (Ploceidae) je početná čeleď čítající asi 114 druhů snovačů, snovatců, tkalčíků, astrildovců, přádelníků a vid – malých pěvců žijících na území subsaharské Afriky, Madagaskaru a jižní Asie. Vyskytují se zpravidla v otevřených krajinách, některé druhy se však zdržují i v lesích. Jedná se malé ptáky, většinou velikosti vrabce. Jsou nejlépe známí díky svým hnízdům, která mívají kulovitý nebo protáhlý tvar, jsou spletena z travin a listů a zavěšena na větvi stromu nebo na rákosovém stéblu. Vchod je pak umístěn po jeho straně nebo vespod. Některé druhy si staví společná, velká hnízda s několika vchody a komůrkami.
V minulosti byli všichni snovačovití slučováni s vrabcovitými (Passeridae), vdovkovitými (Viduidae) a astrildovitými (Estrildidae) a tvořili společně vlastní, velmi početnou čeleď.

## Klasifikace
V roce 2016 bylo na základě molekulárních analýz mitochondriálních i jaderných markerů prokázáno, že původní vymezení rodů Malimbus a Ploceus je polyfyletické, a proto byla navržena nová systematika podčeledi Ploceinae, ve které jsou rodová jména pozměněna podle přirozených kladů, a z níž je vyčleněna čeleď Amblyospizinae jako samostatná bazální vývojová linie. Recentní rody a druhy podle nové systematiky uvádí následující přehled:
Podčeleď Amblyospizinae Roberts 1947
- Rod Amblyospiza
  - Přádelník dlasčí (Amblyospiza albifrons)
- ? Rod Pachyphantes
  - Snovač nádherný (Pachyphantes superciliosus)[pozn. 1]

Podčeleď Bubalornithinae Chapin 1917
- Rod Bubalornis
  - Tkalčík světlezobý (Bubalornis albirostris)
  - Tkalčík červenozobý (Bubalornis niger)
- Rod Dinemellia
  - Snovač bělohlavý (Dinemellia dinemelli)

Podčeleď Ploceinae Sushkin 1927
- Rod Brachycope
  - Snovatec krátkoocasý (Brachycope anomala)
- Rod Euplectes
  - Snovač Napoleonův (Euplectes afer)
  - Vida lesklá (Euplectes albonotatus)
  - Vida límcová (Euplectes ardens)
  - Snovač žlutohřbetý (Euplectes aureus)
  - Vida vějířová (Euplectes axillaris)
  - Vida africká (Euplectes capensis)
  - Snovač čelenkový (Euplectes diadematus)
  - Snovač oranžový (Euplectes franciscanus)
  - Snovač Gierowův (Euplectes gierowii)
  - Vida Hartlaubova (Euplectes hartlaubi)
  - Snovač ohnivý (Euplectes hordeaceus)
  - Vida Jacksonova (Euplectes jacksoni)
  - Vida dlouhoocasá (Euplectes macroura/macrourus)
  - Snovač černobřichý (Euplectes nigroventris
  - Snovač kaferský Euplectes orix
  - Vida kohoutí (Euplectes progne)
  - Vida horská (Euplectes psammocromius)
- Rod Foudia
  - Foudia aldabrana
  - Snovatec maskarenský (Foudia eminentissima)
  - Snovatec rodriguezský (Foudia flavicans)
  - Snovatec madagaskarský (Foudia madagascariensis)
  - Snovatec pralesní (Foudia omissa)
  - Snovatec mauricijský (Foudia rubra)
  - Snovatec seychelský (Foudia sechellarum)
- Rod Histurgops
  - Přádelník rezavoocasý (Histurgops ruficauda)
- Rod Malimbus (nově obsahuje i druhy původně řazené do samostatného rodu Anaplectes a některé druhy vyčleněné z rodu Ploceus)
  - Snovač lesní (Malimbus albinucha, dříve Ploceus albinucha)
  - Snovatec černolící (Malimbus rubriceps, dříve Anaplectes rubriceps)
  - Snovač sýkoří (Malimbus alienus, dříve Ploceus alienus)
  - Snovač angolský (Malimbus angolensis, dříve Ploceus angolensis či Notiospiza angolensis)
  - Snovač lemovaný (Malimbus aurantius, dříve Ploceus aurantius)
  - Snovač zlatočapkový (Malimbus aureonucha, dříve Ploceus aureonucha)
  - Snovač skořicový (Malimbus badius, dříve Ploceus badius)
  - Snovač černolící (Malimbus baglafecht, dříve Ploceus baglafecht)
  - Snovatec Ballmanův (Malimbus ballmanni)
  - Snovač kamerunský (Malimbus bannermani, dříve Ploceus bannermani)
  - Snovač Batesův (Malimbus batesi, dříve Ploceus batesi)
  - Snovač Bertrandův (Malimbus bertrandi, dříve Ploceus bertrandi)
  - Snovač tmavohřbetý (Malimbus bicolor, dříve Ploceus bicolor)
  - Snovač Bojerův (Malimbus bojeri, dříve Ploceus bojeri)
  - Snovač Burnierův (Malimbus burnieri, dříve Ploceus burnieri)
  - Snovač kapský (Malimbus capensis, dříve Ploceus capensis)
  - Snovatec černohrdlý (Malimbus cassini)
  - Snovač východoafrický (Malimbus castaneiceps, dříve Ploceus castaneiceps)
  - Snovač kaštanový (Malimbus castanops, dříve Ploceus castanops)
  - Snovatec korunkatý (Malimbus coronatus)
  - Snovač zahradní (Malimbus cucullatus, dříve Ploceus cucullatus)
  - Snovač hnědolící (Malimbus dichrocephalus, dříve Ploceus dichrocephalus)
  - Snovač žlutočapkový (Malimbus dorsomaculatus, dříve Ploceus dorsomaculatus)
  - Snovatec rudobřichý (Malimbus erythrogaster)
  - Snovatec žlutonohý (Malimbus flavipes dříve Ploceus flavipes)
  - Snovač žluví (Malimbus galbula, dříve Ploceus galbula)
  - Snovač keňský (Malimbus golandi, dříve Ploceus golandi)
  - Snovač velký (Malimbus grandis, dříve Ploceus grandis)
  - Snovač Heuglinův (Malimbus heuglini, dříve Ploceus heuglini)
  - Snovatec nigerijský (Malimbus ibadanensis)
  - Snovač hnědočapkový (Malimbus insignis, dříve Ploceus insignis)
  - Snovač maskový (Malimbus intermedius, dříve Ploceus intermedius)
  - Snovač Jacksonův (Malimbus jacksoni, dříve Ploceus jacksoni)
  - Snovač katanžský (Malimbus katangae, dříve Ploceus katangae či Ploceus velatus katangae)
  - Snovač malý (Malimbus luteolus, dříve Ploceus luteolus)
  - Snovatec chocholatý (Malimbus malimbicus)
  - Snovač černohlavý (Malimbus melanocephalus, dříve Ploceus melanocephalus)
  - Snovač černozobý (Malimbus melanogaster, dříve Ploceus melanogaster)
  - Snovač Nicollův (Malimbus nicolli, dříve Ploceus nicolli)
  - Snovač černý (Malimbus nigerrimus, dříve Ploceus nigerrimus)
  - Snovač černokrký (Malimbus nigricollis, dříve Ploceus nigricollis)
  - Snovač černohřbetý (Malimbus nigrimentum/nigrimentus, dříve Ploceus nigrimentum/nigrimentus)
  - Snovatec rudoprsý (Malimbus nitens)
  - Snovač brýlový (Malimbus ocularis, dříve Ploceus ocularis)
  - Snovač olivovohlavý (Malimbus olivaceiceps, dříve Ploceus olivaceiceps)
  - Snovač Pelzelnův (Malimbus pelzelni, dříve Ploceus pelzelni)
  - Snovač zlatohřbetý (Malimbus preussi, dříve Ploceus preussi)
  - Snovač ostrovní (Malimbus princeps, dříve Ploceus princeps)
  - Snovatec západoafrický (Malimbus racheliae)
  - Snovač tanzanský (Malimbus reichardi, dříve Ploceus reichardi)
  - Snovač hnědavý (Malimbus rubiginosus, dříve Ploceus rubiginosus)
  - Snovatec červenočapkový (Malimbus rubricollis)
  - Snovač zairský (Malimbus ruweti, dříve Ploceus ruweti)
  - Snovač svatotomášský (Malimbus sanctithomae, dříve Ploceus sanctithomae)
  - Snovatec štítnatý (Malimbus scutatus)
  - Snovač Spekeův (Malimbus spekei, dříve Ploceus spekei)
  - Snovač ugandský (Malimbus spekeoides, dříve Ploceus spekeoides)
  - Snovač zlatý (Malimbus subaureus, dříve Ploceus subaureus)
  - Snovač gabonský (Malimbus subpersonatus, dříve Ploceus subpersonatus)
  - Snovač nádherný (Malimbus superciliosus, dříve Ploceus superciliosus)[pozn. 1]
  - Snovač súdánský (Malimbus taeniopterus, dříve Ploceus taeniopterus)
  - Snovač zambijský (Malimbus temporalis, dříve Ploceus temporalis)
  - Snovač tříbarvý (Malimbus tricolor, dříve Ploceus tricolor)
  - Snovač jihoafrický (Malimbus velatus, dříve Ploceus velatus)
  - Snovač žlutavý (Malimbus vitellinus, dříve Ploceus vitellinus)
  - Snovač Weynsův (Malimbus weynsi, dříve Ploceus weynsi)
  - Snovač Holubův (Malimbus xanthops, dříve Ploceus xanthops)
  - Snovač hnědohrdlý (Malimbus xanthopterus, dříve Ploceus xanthopterus)
- Rod Nelicurvius (dříve součástí rodu Ploceus)
  - Snovač obojkový (Nelicurvius nelicourvi, dříve Ploceus nelicourvi)
  - Snovač žlutohlavý (Nelicurvius sakalava, dříve Ploceus sakalava)
- Rod Ploceus
  - Snovač bengálský (Ploceus benghalensis)
  - Snovač dlaskozobý (Ploceus hypoxanthus)
  - Snovač jihoasijský (Ploceus manyar)
  - Snovač velkozobý (Ploceus megarhynchus)
  - Snovač asijský (Ploceus philippinus)
- Rod Quelea
  - Snovač červenoprsý (Quelea cardinalis)
  - Snovač rudohlavý (Quelea erythrops)
  - Snovač rudozobý (Quelea quelea)

Podčeleď Plocepasserinae Sushkin 1927
- Rod Philetairus
  - Snovač pospolitý (Philetairus socius)
- Rod Plocepasser
  - Přádelník Donaldsonův (Plocepasser donaldsoni)
  - Přádelník mahalský (Plocepasser mahali)
  - Přádelník rudohřbetý (Plocepasser rufoscapulatus)
  - Přádelník hnědohlavý (Plocepasser superciliosus)
- Rod Pseudonigrita
  - Přádelník Arnaudův (Pseudonigrita arnaudi)
  - Přádelník černohlavý (Pseudonigrita cabanisi)
- Rod Sporopipes (někdy vyčleňován do samostatné podčeledi Sporopipinae)
  - Astrildovec uzdičkový (Sporopipes frontalis)
  - Astrildovec vousatý (Sporopipes squamifrons)

Rod Anomalospiza (s jediným druhem, přádelníkem kukaččím (Anomalospiza imberbis)), tradičně řazený do příbuzenstva přádelníka dlasčího (Amblyospiza albifrons), se ukázal být sesterskou či vnitřní skupinou vdovkovitých (Viduidae) a není tedy vůbec součástí snovačovitých v moderním pojetí.

## Fylogenetické vztahy
Fylogenetické analýzy založené na mitochondriálních a jaderných markerech ukázaly, že snovačovití jsou přirozeným, holofyletickým taxonem uvnitř Passeroidea. Jejich vývojová linie se pravděpodobně oddělila v miocénu.
Vnitřní příbuzenské vztahy zobrazuje následující fylogenetický strom:

|   | Amblyospiza  |
|   |              |
| ? | Pachyphantes |
|   | Pachyphantes |

|   | Plocepasser                                                   |
|   |                                                               |
|   | \| \| Philetairus \| \| \| \| \| \| Pseudonigrita \| \| \| \| |
|   |                                                               |
| ? | Histurgops                                                    |
|   | Histurgops                                                    |
|   | Philetairus                                                   |
|   |                                                               |
|   | Pseudonigrita                                                 |
|   |                                                               |

|  | Philetairus   |
|  |               |
|  | Pseudonigrita |
|  |               |

|   | Plocepasser                                                   |
|   |                                                               |
|   | \| \| Philetairus \| \| \| \| \| \| Pseudonigrita \| \| \| \| |
|   |                                                               |
| ? | Histurgops                                                    |
|   | Histurgops                                                    |
|   | Philetairus                                                   |
|   |                                                               |
|   | Pseudonigrita                                                 |
|   |                                                               |

|  | Philetairus   |
|  |               |
|  | Pseudonigrita |
|  |               |

|  | Dinemellia |
|  |            |
|  | Bubalornis |
|  |            |

|  | Ploceus                                           |
|  |                                                   |
|  | \| \| Foudia \| \| \| \| \| \| Quelea \| \| \| \| |
|  |                                                   |
|  | Foudia                                            |
|  |                                                   |
|  | Quelea                                            |
|  |                                                   |

|  | Foudia |
|  |        |
|  | Quelea |
|  |        |

|  | Euplectes                                                |
|  |                                                          |
|  | \| \| Nelicurvius \| \| \| \| \| \| Malimbus \| \| \| \| |
|  |                                                          |
|  | Nelicurvius                                              |
|  |                                                          |
|  | Malimbus                                                 |
|  |                                                          |

|  | Nelicurvius |
|  |             |
|  | Malimbus    |
|  |             |

|  | Ploceus                                           |
|  |                                                   |
|  | \| \| Foudia \| \| \| \| \| \| Quelea \| \| \| \| |
|  |                                                   |
|  | Foudia                                            |
|  |                                                   |
|  | Quelea                                            |
|  |                                                   |

|  | Foudia |
|  |        |
|  | Quelea |
|  |        |

|  | Euplectes                                                |
|  |                                                          |
|  | \| \| Nelicurvius \| \| \| \| \| \| Malimbus \| \| \| \| |
|  |                                                          |
|  | Nelicurvius                                              |
|  |                                                          |
|  | Malimbus                                                 |
|  |                                                          |

|  | Nelicurvius |
|  |             |
|  | Malimbus    |
|  |             |

|  | Dinemellia |
|  |            |
|  | Bubalornis |
|  |            |

|  | Ploceus                                           |
|  |                                                   |
|  | \| \| Foudia \| \| \| \| \| \| Quelea \| \| \| \| |
|  |                                                   |
|  | Foudia                                            |
|  |                                                   |
|  | Quelea                                            |
|  |                                                   |

|  | Foudia |
|  |        |
|  | Quelea |
|  |        |

|  | Euplectes                                                |
|  |                                                          |
|  | \| \| Nelicurvius \| \| \| \| \| \| Malimbus \| \| \| \| |
|  |                                                          |
|  | Nelicurvius                                              |
|  |                                                          |
|  | Malimbus                                                 |
|  |                                                          |

|  | Nelicurvius |
|  |             |
|  | Malimbus    |
|  |             |

|  | Ploceus                                           |
|  |                                                   |
|  | \| \| Foudia \| \| \| \| \| \| Quelea \| \| \| \| |
|  |                                                   |
|  | Foudia                                            |
|  |                                                   |
|  | Quelea                                            |
|  |                                                   |

|  | Foudia |
|  |        |
|  | Quelea |
|  |        |

|  | Euplectes                                                |
|  |                                                          |
|  | \| \| Nelicurvius \| \| \| \| \| \| Malimbus \| \| \| \| |
|  |                                                          |
|  | Nelicurvius                                              |
|  |                                                          |
|  | Malimbus                                                 |
|  |                                                          |

|  | Nelicurvius |
|  |             |
|  | Malimbus    |
|  |             |

|   | Plocepasser                                                   |
|   |                                                               |
|   | \| \| Philetairus \| \| \| \| \| \| Pseudonigrita \| \| \| \| |
|   |                                                               |
| ? | Histurgops                                                    |
|   | Histurgops                                                    |
|   | Philetairus                                                   |
|   |                                                               |
|   | Pseudonigrita                                                 |
|   |                                                               |

|  | Philetairus   |
|  |               |
|  | Pseudonigrita |
|  |               |

|   | Plocepasser                                                   |
|   |                                                               |
|   | \| \| Philetairus \| \| \| \| \| \| Pseudonigrita \| \| \| \| |
|   |                                                               |
| ? | Histurgops                                                    |
|   | Histurgops                                                    |
|   | Philetairus                                                   |
|   |                                                               |
|   | Pseudonigrita                                                 |
|   |                                                               |

|  | Philetairus   |
|  |               |
|  | Pseudonigrita |
|  |               |

|  | Dinemellia |
|  |            |
|  | Bubalornis |
|  |            |

|  | Ploceus                                           |
|  |                                                   |
|  | \| \| Foudia \| \| \| \| \| \| Quelea \| \| \| \| |
|  |                                                   |
|  | Foudia                                            |
|  |                                                   |
|  | Quelea                                            |
|  |                                                   |

|  | Foudia |
|  |        |
|  | Quelea |
|  |        |

|  | Euplectes                                                |
|  |                                                          |
|  | \| \| Nelicurvius \| \| \| \| \| \| Malimbus \| \| \| \| |
|  |                                                          |
|  | Nelicurvius                                              |
|  |                                                          |
|  | Malimbus                                                 |
|  |                                                          |

|  | Nelicurvius |
|  |             |
|  | Malimbus    |
|  |             |

|  | Ploceus                                           |
|  |                                                   |
|  | \| \| Foudia \| \| \| \| \| \| Quelea \| \| \| \| |
|  |                                                   |
|  | Foudia                                            |
|  |                                                   |
|  | Quelea                                            |
|  |                                                   |

|  | Foudia |
|  |        |
|  | Quelea |
|  |        |

|  | Euplectes                                                |
|  |                                                          |
|  | \| \| Nelicurvius \| \| \| \| \| \| Malimbus \| \| \| \| |
|  |                                                          |
|  | Nelicurvius                                              |
|  |                                                          |
|  | Malimbus                                                 |
|  |                                                          |

|  | Nelicurvius |
|  |             |
|  | Malimbus    |
|  |             |

|  | Dinemellia |
|  |            |
|  | Bubalornis |
|  |            |

|  | Ploceus                                           |
|  |                                                   |
|  | \| \| Foudia \| \| \| \| \| \| Quelea \| \| \| \| |
|  |                                                   |
|  | Foudia                                            |
|  |                                                   |
|  | Quelea                                            |
|  |                                                   |

|  | Foudia |
|  |        |
|  | Quelea |
|  |        |

|  | Euplectes                                                |
|  |                                                          |
|  | \| \| Nelicurvius \| \| \| \| \| \| Malimbus \| \| \| \| |
|  |                                                          |
|  | Nelicurvius                                              |
|  |                                                          |
|  | Malimbus                                                 |
|  |                                                          |

|  | Nelicurvius |
|  |             |
|  | Malimbus    |
|  |             |

|  | Ploceus                                           |
|  |                                                   |
|  | \| \| Foudia \| \| \| \| \| \| Quelea \| \| \| \| |
|  |                                                   |
|  | Foudia                                            |
|  |                                                   |
|  | Quelea                                            |
|  |                                                   |

|  | Foudia |
|  |        |
|  | Quelea |
|  |        |

|  | Euplectes                                                |
|  |                                                          |
|  | \| \| Nelicurvius \| \| \| \| \| \| Malimbus \| \| \| \| |
|  |                                                          |
|  | Nelicurvius                                              |
|  |                                                          |
|  | Malimbus                                                 |
|  |                                                          |

|  | Nelicurvius |
|  |             |
|  | Malimbus    |
|  |             |

|   | Amblyospiza  |
|   |              |
| ? | Pachyphantes |
|   | Pachyphantes |

|   | Plocepasser                                                   |
|   |                                                               |
|   | \| \| Philetairus \| \| \| \| \| \| Pseudonigrita \| \| \| \| |
|   |                                                               |
| ? | Histurgops                                                    |
|   | Histurgops                                                    |
|   | Philetairus                                                   |
|   |                                                               |
|   | Pseudonigrita                                                 |
|   |                                                               |

|  | Philetairus   |
|  |               |
|  | Pseudonigrita |
|  |               |

|   | Plocepasser                                                   |
|   |                                                               |
|   | \| \| Philetairus \| \| \| \| \| \| Pseudonigrita \| \| \| \| |
|   |                                                               |
| ? | Histurgops                                                    |
|   | Histurgops                                                    |
|   | Philetairus                                                   |
|   |                                                               |
|   | Pseudonigrita                                                 |
|   |                                                               |

|  | Philetairus   |
|  |               |
|  | Pseudonigrita |
|  |               |

|  | Dinemellia |
|  |            |
|  | Bubalornis |
|  |            |

|  | Ploceus                                           |
|  |                                                   |
|  | \| \| Foudia \| \| \| \| \| \| Quelea \| \| \| \| |
|  |                                                   |
|  | Foudia                                            |
|  |                                                   |
|  | Quelea                                            |
|  |                                                   |

|  | Foudia |
|  |        |
|  | Quelea |
|  |        |

|  | Euplectes                                                |
|  |                                                          |
|  | \| \| Nelicurvius \| \| \| \| \| \| Malimbus \| \| \| \| |
|  |                                                          |
|  | Nelicurvius                                              |
|  |                                                          |
|  | Malimbus                                                 |
|  |                                                          |

|  | Nelicurvius |
|  |             |
|  | Malimbus    |
|  |             |

|  | Ploceus                                           |
|  |                                                   |
|  | \| \| Foudia \| \| \| \| \| \| Quelea \| \| \| \| |
|  |                                                   |
|  | Foudia                                            |
|  |                                                   |
|  | Quelea                                            |
|  |                                                   |

|  | Foudia |
|  |        |
|  | Quelea |
|  |        |

|  | Euplectes                                                |
|  |                                                          |
|  | \| \| Nelicurvius \| \| \| \| \| \| Malimbus \| \| \| \| |
|  |                                                          |
|  | Nelicurvius                                              |
|  |                                                          |
|  | Malimbus                                                 |
|  |                                                          |

|  | Nelicurvius |
|  |             |
|  | Malimbus    |
|  |             |

|  | Dinemellia |
|  |            |
|  | Bubalornis |
|  |            |

|  | Ploceus                                           |
|  |                                                   |
|  | \| \| Foudia \| \| \| \| \| \| Quelea \| \| \| \| |
|  |                                                   |
|  | Foudia                                            |
|  |                                                   |
|  | Quelea                                            |
|  |                                                   |

|  | Foudia |
|  |        |
|  | Quelea |
|  |        |

|  | Euplectes                                                |
|  |                                                          |
|  | \| \| Nelicurvius \| \| \| \| \| \| Malimbus \| \| \| \| |
|  |                                                          |
|  | Nelicurvius                                              |
|  |                                                          |
|  | Malimbus                                                 |
|  |                                                          |

|  | Nelicurvius |
|  |             |
|  | Malimbus    |
|  |             |

|  | Ploceus                                           |
|  |                                                   |
|  | \| \| Foudia \| \| \| \| \| \| Quelea \| \| \| \| |
|  |                                                   |
|  | Foudia                                            |
|  |                                                   |
|  | Quelea                                            |
|  |                                                   |

|  | Foudia |
|  |        |
|  | Quelea |
|  |        |

|  | Euplectes                                                |
|  |                                                          |
|  | \| \| Nelicurvius \| \| \| \| \| \| Malimbus \| \| \| \| |
|  |                                                          |
|  | Nelicurvius                                              |
|  |                                                          |
|  | Malimbus                                                 |
|  |                                                          |

|  | Nelicurvius |
|  |             |
|  | Malimbus    |
|  |             |

|   | Plocepasser                                                   |
|   |                                                               |
|   | \| \| Philetairus \| \| \| \| \| \| Pseudonigrita \| \| \| \| |
|   |                                                               |
| ? | Histurgops                                                    |
|   | Histurgops                                                    |
|   | Philetairus                                                   |
|   |                                                               |
|   | Pseudonigrita                                                 |
|   |                                                               |

|  | Philetairus   |
|  |               |
|  | Pseudonigrita |
|  |               |

|   | Plocepasser                                                   |
|   |                                                               |
|   | \| \| Philetairus \| \| \| \| \| \| Pseudonigrita \| \| \| \| |
|   |                                                               |
| ? | Histurgops                                                    |
|   | Histurgops                                                    |
|   | Philetairus                                                   |
|   |                                                               |
|   | Pseudonigrita                                                 |
|   |                                                               |

|  | Philetairus   |
|  |               |
|  | Pseudonigrita |
|  |               |

|  | Dinemellia |
|  |            |
|  | Bubalornis |
|  |            |

|  | Ploceus                                           |
|  |                                                   |
|  | \| \| Foudia \| \| \| \| \| \| Quelea \| \| \| \| |
|  |                                                   |
|  | Foudia                                            |
|  |                                                   |
|  | Quelea                                            |
|  |                                                   |

|  | Foudia |
|  |        |
|  | Quelea |
|  |        |

|  | Euplectes                                                |
|  |                                                          |
|  | \| \| Nelicurvius \| \| \| \| \| \| Malimbus \| \| \| \| |
|  |                                                          |
|  | Nelicurvius                                              |
|  |                                                          |
|  | Malimbus                                                 |
|  |                                                          |

|  | Nelicurvius |
|  |             |
|  | Malimbus    |
|  |             |

|  | Ploceus                                           |
|  |                                                   |
|  | \| \| Foudia \| \| \| \| \| \| Quelea \| \| \| \| |
|  |                                                   |
|  | Foudia                                            |
|  |                                                   |
|  | Quelea                                            |
|  |                                                   |

|  | Foudia |
|  |        |
|  | Quelea |
|  |        |

|  | Euplectes                                                |
|  |                                                          |
|  | \| \| Nelicurvius \| \| \| \| \| \| Malimbus \| \| \| \| |
|  |                                                          |
|  | Nelicurvius                                              |
|  |                                                          |
|  | Malimbus                                                 |
|  |                                                          |

|  | Nelicurvius |
|  |             |
|  | Malimbus    |
|  |             |

|  | Dinemellia |
|  |            |
|  | Bubalornis |
|  |            |

|  | Ploceus                                           |
|  |                                                   |
|  | \| \| Foudia \| \| \| \| \| \| Quelea \| \| \| \| |
|  |                                                   |
|  | Foudia                                            |
|  |                                                   |
|  | Quelea                                            |
|  |                                                   |

|  | Foudia |
|  |        |
|  | Quelea |
|  |        |

|  | Euplectes                                                |
|  |                                                          |
|  | \| \| Nelicurvius \| \| \| \| \| \| Malimbus \| \| \| \| |
|  |                                                          |
|  | Nelicurvius                                              |
|  |                                                          |
|  | Malimbus                                                 |
|  |                                                          |

|  | Nelicurvius |
|  |             |
|  | Malimbus    |
|  |             |

|  | Ploceus                                           |
|  |                                                   |
|  | \| \| Foudia \| \| \| \| \| \| Quelea \| \| \| \| |
|  |                                                   |
|  | Foudia                                            |
|  |                                                   |
|  | Quelea                                            |
|  |                                                   |

|  | Foudia |
|  |        |
|  | Quelea |
|  |        |

|  | Euplectes                                                |
|  |                                                          |
|  | \| \| Nelicurvius \| \| \| \| \| \| Malimbus \| \| \| \| |
|  |                                                          |
|  | Nelicurvius                                              |
|  |                                                          |
|  | Malimbus                                                 |
|  |                                                          |

|  | Nelicurvius |
|  |             |
|  | Malimbus    |
|  |             |